# Pitfall!
Pitfall! es un videojuego desarrollado por David Crane para la Atari 2600 y lanzado en septiembre de 1982 por Activision. El jugador controla a Pitfall Harry, que tiene un límite de tiempo de 20 minutos para buscar un tesoro en la selva. El mundo del juego está poblado por enemigos y peligros que, de diversas formas, hacen que el jugador pierda vidas o puntos. Pitfall! fue adaptado para Atari 5200, ordenadores Atari de 8 bits, ColecoVision, Commodore 64 y MSX.
Crane había creado varios juegos tanto para Atari, Inc. como para Activision antes de trabajar en Pitfall! en 1982. Comenzó creando una animación realista de una persona caminando para el hardware Atari 2600 y, a partir de ahí, diseñó un juego. Utilizó un escenario selvático con objetos que recoger y enemigos que evitar, y el resultado fue Pitfall!.
Pitfall! recibió críticas positivas en el momento de su lanzamiento, elogiando tanto su jugabilidad como sus gráficos. Tuvo una gran influencia en el género de los videojuego de plataformas y varias publicaciones lo han considerado uno de los mejores videojuegos de todos los tiempos. También es uno de los videojuegos más vendidos para Atari 2600. Ha sido incluido en varias recopilaciones de Activision y se incluyó como extra secreto en títulos posteriores publicados por Activision. En 1984 se lanzó una secuela más avanzada, Pitfall II: Lost Caverns.

## Sistema de juego
Pitfall! es un videojuego ambientado en una selva en el que el jugador controla a Pitfall Harry, un cazador de tesoros y explorador. Pitfall! ha sido calificado como un videojuego de plataformas por Nick Montfort e Ian Bogost, autores de Racing the Beam. Al igual que Superman (1979) y Adventure (1980), el juego no cuenta con desplazamiento lateral, sino que carga una pantalla cada vez, y aparece una nueva pantalla cuando el personaje del jugador, Pitfall Harry, se mueve hasta el borde de la pantalla. El objetivo es conseguir que Harry acumule tantos puntos como sea posible en un tiempo límite de veinte minutos. El jugador comienza el juego con 2000 puntos y puede recoger un total de 32 tesoros escondidos entre 255 escenas para aumentar su puntuación total, que van desde una bolsa de dinero por valor de 2000 puntos hasta un anillo de diamantes por valor de 5000 puntos.
Pitfall Harry se mueve hacia la izquierda y hacia la derecha y puede saltar por encima y sobre objetos, balancearse en lianas y subir y bajar escaleras para buscar tesoros y evitar peligros. El jugador puede perder puntos por peligros como caer en un agujero o chocar con troncos rodantes. El jugador comienza con tres vidas y pierde una si se hunde en arenas movedizas, pantanos o pozos de alquitrán, se mete en el fuego o es golpeado por un escorpión, una cobra cascabel o un cocodrilo.

## Desarrollo
Pitfall! fue desarrollado por David Crane para Activision. Crane había trabajado en Atari, Inc. a finales de la década de 1970, desarrollando juegos para el sistema informático Atari Video Computer System. El sistema pasó a denominarse Atari 2600 tras el lanzamiento del Atari 5200 en 1982. Tras descubrir los elevados beneficios que Atari había obtenido con los juegos que él había desarrollado, entre ellos Outlaw, Canyon Bomber y Slot Machine, pidió al presidente de Atari, Ray Kassar, que le reconociera el mérito por estos títulos y le concediera un mejor salario. Cuando fue rechazado, Crane y otros programadores de Atari abandonaron la empresa para fundar Activision en 1979. Crane era el diseñador sénior de Activision y creó Dragster, Fishing Derby, Laser Blast, Freeway y Grand Prix para la empresa antes del lanzamiento de Pitfall!
Crane afirmó que su filosofía de diseño de videojuegos consistía en hacer que la Atari 2600 hiciera cosas nuevas e inesperadas. Crane dijo que «utilizó esta técnica para llevarme en una nueva dirección en el diseño de videojuegos, y algunos de los trucos fueron para mí tan satisfactorios como resolver el cubo de Rubik por primera vez». El desarrollo inicial de Pitfall! comenzó cuando Crane intentó crear gráficos animados realistas en la Atari 2600. Esto llevó al desarrollo de un hombre en movimiento (que se convirtió en la base de Pitfall Harry) y, más tarde, de los obstáculos de escorpiones y serpientes. Durante tres años, Crane experimentó utilizando el personaje del hombre corriendo en diferentes escenarios, como un juego de policías y ladrones, pero no pudo encontrar una situación adecuada para él. Crane comenzó a implementarlo en un juego en 1982. Crane afirmó que la animación del hombre corriendo le llevó a crear un camino, lo que a su vez le llevó a situar el camino en una selva y darle al hombre una razón para correr, como buscar tesoros y evitar a los enemigos. El escenario selvático del juego se inspiró en la película de 1981 Raiders of the Lost Ark.
Otras influencias provinieron de los dibujos animados de Heckle y Jeckle, en los que dos urracas burlan a sus enemigos, incluso corriendo por las cabezas de los cocodrilos y escapando por los pelos de sus mandíbulas. Esto le permitió a Pitfall Harry cruzar estanques infestados de cocodrilos si tenían las mandíbulas cerradas. Al principio, para saltar de una cabeza de cocodrilo a otra, el jugador tenía que mover el joystick y saltar exactamente al mismo tiempo, lo que Crane describió como «casi imposible de jugar». Así que cambié el código para permitir dirigir el salto de Harry hacia un lado, si se movía el joystick en un breve instante desde el momento en que se pulsaba el botón para saltar. Desde el punto de vista de la programación, se trataba de un cambio mínimo, pero transformó la jugabilidad de algo casi imposible a una habilidad fácil de aprender». Crane intentó que los gráficos de los obstáculos y el entorno fueran reconocibles para los jugadores, a pesar de las limitaciones de la Atari 2600. El proceso supuso, según Crane, «mucho ensayo y error». Cuando se le preguntó si el juego arcade Donkey Kong (1981) había inspirado su juego, Crane respondió que en ese momento no había establecido ningún paralelismo con Pitfall! y que ya había desarrollado elementos en su juego que estaban presentes en ambos juegos, como un personaje humano, caminos y escaleras.
Crane comentó que «Todo el proceso [de diseño del juego] duró unos 10 minutos. Tras unas 1000 horas de programación, el juego estaba terminado». Crane dedicó gran parte de su tiempo a optimizar y comprimir el código para que cupiera en un cartucho ROM de cuatro kilobytes. A diferencia de Haunted House (1982) o Raiders of the Lost Ark (1982), donde los entornos estaban codificados de forma fija en el juego, Pitfall! se generaba constantemente mediante código. El juego genera cada pantalla basándose en un contador que puede funcionar hacia atrás o hacia adelante, dependiendo de la dirección en la que el jugador se haya movido de una pantalla a otra. Los 8 bits del contador se utilizaban para determinar ciertos detalles, como el fondo, los árboles, el suelo y los patrones de los objetos, lo que permitía que 255 pantallas ocuparan menos de 50 bytes de ROM. Activision había creado centros de diseño para sus juegos, que eran equipos pequeños y muy unidos de cuatro o cinco personas. Estos equipos fomentaron las {[Revisión por pares|revisiones entre pares]] y compartieron prototipos de juegos. En Pitfall!, el equipo de Crane cambió el número inicial de vidas en el juego de una a tres durante la última semana de desarrollo. Crane dijo que «mis amigos prácticamente me ataron a la silla hasta que añadí vidas extra, y me alegro de que lo hicieran».

## Lanzamiento
Pitfall! se lanzó para la Atari 2600 en septiembre de 1982. El juego se lanzó posteriormente para Intellivision en noviembre de 1982. Para promocionar el juego, Activision llevó a cabo una promoción entre el 15 de noviembre y el 13 de diciembre de 1982 en varios mercados de Estados Unidos, en la que se podía ganar 5000 dólares en oro. Un anuncio televisivo de Pitfall! contó con la participación del actor Jack Black en su primer papel como actor, a la edad de 13 años. En enero de 1984, se anunció que Pitfall! se lanzaría junto con otros juegos de Activision, como River Raid, Megamania y Beamrider, para Atari 5200, ColecoVision, Commodore 64 y MSX. Pitfall! se lanzó posteriormente para ColecoVision en febrero, para los ordenadores Atari de 8 bits y Atari 5200 en marzo, y para Commodore 64 en junio. Se lanzó en Japón para MSX en septiembre de 1984.
Pitfall! se incluyó en varias colecciones de videojuegos, entre ellas Activision Classics (1998) para PlayStation, Activision Anthology (2002) para PlayStation 2 y Activision Hits Remixed en 2006 para PlayStation Portable. El juego también fue un extra secreto en títulos publicados por Activision como Pitfall: The Mayan Adventure (1994), Call of Duty: Infinite Warfare (2016) y Call of Duty: Black Ops Cold War (2020).

## Recepción
En las reseñas contemporáneas, los críticos elogiaron la jugabilidad y los gráficos en publicaciones como Arcade Express y Electronic Fun with Computers & Games, y la primera afirmó que «bien podría ser el mejor juego de aventuras producido hasta la fecha para la VCS». El crítico de Blip afirmó que el juego era similar a Donkey Kong (1981), pero que «este es un caso en el que la inspiración no condujo a la imitación. Pitfall es un juego único. Además, es tremendamente divertido». En JoyStik: How to Win at Video Games, el juego fue nombrado uno de los diez mejores juegos de 1982. La versión para Atari 2600 de Pitfall! fue galardonada con el premio al «Mejor videojuego de aventuras» en la cuarta edición de los premios Arkie Awards en 1983.
Al analizar la versión para Intellivision en 1983, tanto Phil Wiswell en Video Games como Ignácio Machado en Micro & Video escribieron que el juego era demasiado similar a la versión para Atari 2600, y Wiswell afirmó que el lanzamiento no aprovechaba lo suficiente las capacidades gráficas de Intellivision. La revista Electronic Games, en su número «1983 Software Encyclopedia», señaló que el juego requería «más habilidades propias de los juegos arcade que intuición o lógica».
Pitfall! fue el videojuego más vendido desde finales de 1982 hasta el primer trimestre de 1983. El juego vendió un millón de unidades en 1982. Ocupó el primer puesto en las listas de éxitos de videojuegos de Billboard durante 64 semanas consecutivas y vendió más de 3,5 millones de unidades hasta 1984. Es uno de los juegos más vendidos para la Atari 2600, con más de cuatro millones de copias vendidas hasta 2008. Todas las versiones del juego vendieron más de 5 millones de copias en todo el mundo hasta 1998.

### Revisiones retrospectivas
Las reseñas de finales de la década de 1980 siguieron elogiando el juego, como la del crítico de Computer Games, que le otorgó una calificación A en su guía de juegos de 1985, alabando los gráficos como «magníficos y caricaturescos» y declarando que era «un juego fantástico para los aficionados a la acción». Computer and Video Games (1989) afirmó que Pitfall! era un «juego brillante y alegre» que ofrecía muchas horas de diversión, y añadió que «el estilo del juego puede parecer un poco rudimentario, pero la acción es muy divertida».
Scott Alan Marriott, de la base de datos de videojuegos online AllGame, escribió que la variedad de amenazas que se encuentran en cada pantalla hizo de Pitfall! uno de los juegos más emocionantes y atractivos de la Atari 2600. Brett Alan Weiss incluyó el juego en su libro The 100 Greatest Console Video Games 1977–1987 (2014) y criticó que la versión para Atari 5200 del juego tenía controles deficientes y que la versión para Intellivision requería un segundo botón para soltar las lianas. Weiss consideró que la versión para ColecoVision diseñada por Action Graphics era la mejor de las tres versiones, con una mejora visual respecto al juego para Atari 2600, aunque no aprovechaba al máximo las capacidades gráficas del sistema.Weiss consideró que la versión para ColecoVision diseñada por Action Graphics era la mejor de las tres versiones, con una mejora visual respecto al juego para Atari 2600, aunque no aprovechaba al máximo las capacidades gráficas del sistema.
Pitfall! ha sido incluido en varias listas de los mejores videojuegos de diversas publicaciones, como Electronic Fun with Computers & Games en 1984, Flux (1995), donde ocupó el puesto 33, Game Informer (2001), donde ocupó el puesto 41, y Time (2012).

## Legado

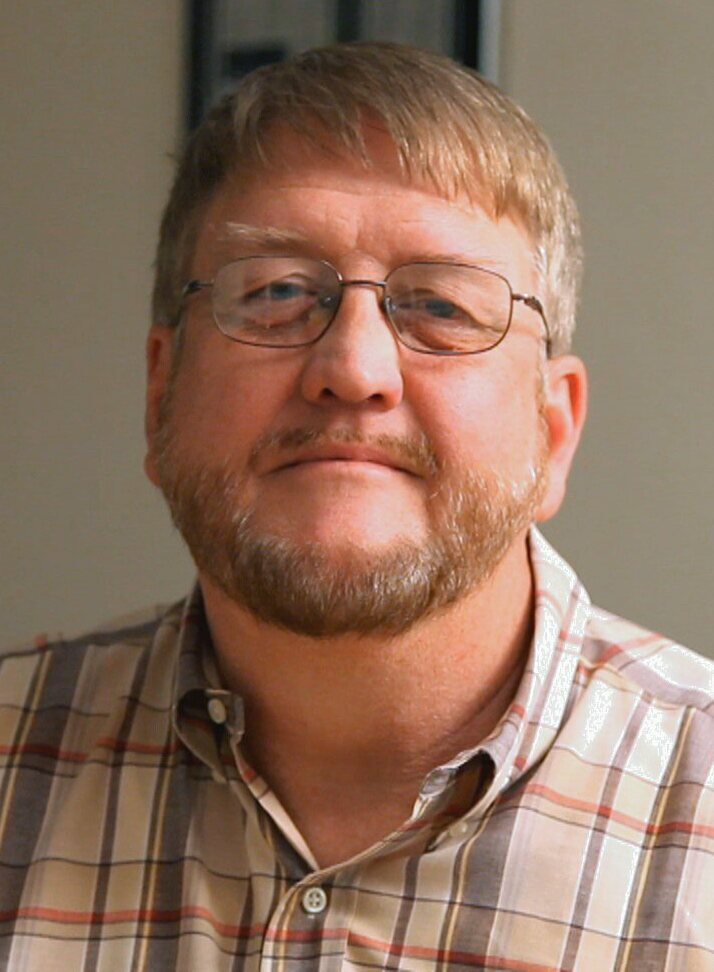
David Crane en 2013

Pitfall! fue descrito por los autores Montfort y Bogost en Racing the Beam como un importante juego de plataformas temprano, un género de videojuegos que se hizo famoso gracias a Super Mario Bros. (1985). Escribieron que Pitfall! era un juego mucho más largo que los anteriores juegos de Atari VCS. Estos otros juegos solían ser adaptaciones de juegos arcade diseñados para ofrecer una experiencia breve y que el jugador siguiera pagando por jugar, pero incluso los juegos nativos podían ser bastante cortos: el nivel de dificultad más fácil de Adventure se puede completar en solo dos minutos. Los autores afirmaron que Pitfall! se basó en el género de los juegos de aventura gráfica de Adventure para crear una experiencia similar a la de los juegos de mundo abierto posteriores. Según ellos, el mundo era demasiado grande para contemplarlo de una sola vez, y unas pocas mecánicas de juego básicas permitían una variedad de acciones y posibilidades más complejas. Jeff Gerstmann de GameSpot se expresó de manera similar en 2004 al incluir Pitfall! en la lista de «Los mejores juegos de todos los tiempos» del sitio web, afirmando que el juego fue «responsable del lanzamiento del género de plataformas tal y como lo conocemos» y que «a pesar de que los juegos de plataformas se han vuelto mucho más sofisticados, especialmente desde que los videojuegos en general dieron el salto al 3D, es sorprendente lo poco que han cambiado los fundamentos, como saltar, esquivar enemigos y obstáculos, y recoger objetos, desde Pitfall!».
A diferencia de Mario o Pac-Man, que surgieron en los juegos arcade, Pitfall Harry fue el primer personaje popular de videojuegos que surgió en las consolas domésticas. El personaje apareció en productos con licencia y en el programa de dibujos animados Saturday Supercade, que se emitió entre 1983 y 1985 en la cadena CBS. Crane dijo que Activision tuvo que contratar a siete empleados a tiempo completo para abrir y responder a la gran cantidad de cartas de admiradores de Pitfall! que Activision recibía cada semana. Pitfall Harry fue cancelada en su segunda temporada.

### Seguimientos
| 1982 | Pitfall!                      |
| 1983 |                               |
| 1984 | Pitfall II: Lost Caverns      |
| 1985 | Pitfall II: Lost Caverns      |
| 1986 | Super Pitfall                 |
| 1987 |                               |
| 1988 |                               |
| 1989 |                               |
| 1990 |                               |
| 1991 |                               |
| 1992 |                               |
| 1993 |                               |
| 1994 | Pitfall: The Mayan Adventure  |
| 1995 |                               |
| 1996 |                               |
| 1997 |                               |
| 1998 | Pitfall 3D: Beyond the Jungle |
| 1998 | Pitfall: Beyond the Jungle    |
| 1999 |                               |
| 2000 |                               |
| 2001 |                               |
| 2002 |                               |
| 2003 |                               |
| 2004 | Pitfall: The Lost Expedition  |
| 2005 |                               |
| 2006 |                               |
| 2007 |                               |
| 2008 |                               |
| 2009 |                               |
| 2010 |                               |
| 2011 |                               |
| 2012 | Pitfall!                      |

Pitfall! dio lugar a numerosas secuelas para consolas. Entre ellos se incluyen Pitfall II: Lost Caverns (1984), Super Pitfall (1986) para Nintendo Entertainment System, Pitfall: The Mayan Adventure (1994) para Super Nintendo Entertainment System y Sega Genesis, Pitfall 3D: Beyond the Jungle (1998) para PlayStation, Pitfall: Beyond the Jungle (1998) para Game Boy Color y Pitfall: The Lost Expedition para varias consolas en 2004.
Sega lanzó Pitfall II: Lost Caverns (1985) para salas recreativas, que incorporaba elementos de Pitfall! y Pitfall II: Lost Caverns de Atari 2600. El estudio británico de Activision, The Blast Furnace, lanzó una secuela titulada Pitfall! (2012) para iOS el 9 de agosto de 2012. Cuenta con una mecánica de juego similar a la de Temple Run (2011).
Pitfall! siguió siendo el juego con el que más se ha asociado a Crane. En 2012, declaró: «Supongo que no es un mal problema, no es una sombra oscura. ¡Pero no soy solo un tipo clásico de los videojuegos. ¡Esto es lo que hago para ganarme la vida!». Ese mismo año, inició una campaña de crowdfunding en Kickstarter para financiar un sucesor espiritual de la serie Pitfall!, pero no logró alcanzar su objetivo de financiación.